# Miguel Mauricio da Rocha
Miguel Mauricio da Rocha (Lagoa da Canoa, 1901 — Belo Horizonte, 1970) foi um engenheiro, banqueiro e professor brasileiro. Foi um dos mais notáveis matemáticos do Brasil ao lado de Gomes de Souza e Manuel Amoroso Costa.
Graduou-se em engenharia civil, de minas e metalurgia pela Escola de Minas de Ouro Preto de Minas Gerais.
Foi membro da Academia Brasileira de Ciências e lecionou como professor catedrático de cálculo diferencial e integral, desde os 22 anos de idade, na Escola de Minas de Ouro Preto. Um dos fundadores da Faculdade de Filosofia da Universidade Federal de Minas Gerais, lá também exerceu a cátedra de Análise Matemática. Atuou como membro do Conselho Universitário Federal.
Desenvolveu trabalhos originais em pesquisa matemática e publicou "Sobre a Integração da Equação de Fourier"(Jean-Baptiste Joseph Fourier),"Soluções por polinômios de equações com derivadas parciais","Um novo algoritmo para equações diferenciais" e "Aplicação de um novo algoritmo na pesquisa de soluções de equações diferenciais". Outra obra de sua autoria trata da transposição de uma fórmula própria, para o Resto de Taylor, de extrema generalidade. O Resto de Miguel Mauricio da Rocha, derivado desta fórmula, tornou-se um Resto clássico da matemática, deduzido em sequência aos Restos fundamentais de Taylor, Augustin Louis Cauchy, Joseph-Louis Lagrange e Oscar Xavier Schlömilch.
Chegou a ser um dos maiores acionistas e diretor do Banco da Lavoura de Minas Gerais, precursor do Banco Real. Foi signatário do Manifesto dos Mineiros. Na década de 1970, o prefeito Olavo Egídio Setúbal nomeou, na capital de São Paulo, a Rua Professor Miguel Mauricio da Rocha.
Casado com a mineira Maria Cecília Mauricio da Rocha, teve quatro filhos. Seu filho, engenheiro Antonio Maurício da Rocha, foi o fundador da TENENGE. Era irmão do pintor e jornalista Virgílio Mauricio da Rocha, do advogado Carlos Mauricio da Rocha, e do bispo da Igreja Católica Dom José Maurício da Rocha.